# Fernand Baldet
Fernand Baldet (16 marzo 1885 – 8 novembre 1964) è stato un astronomo francese.
Da giovane iniziò a lavorare come orefice, poi cominciò a studiare l'astronomia, praticandola prima come astrofilo e poi come astronomo. Fece parte dell'Unione Astronomica Internazionale divenendo anche tra il 1935 e il 1952 presidente della commissione 15 (studi fisici delle comete). Fu membro della Société Astronomique de France dal 1903 divenendone il presidente dal 1939 al 1946. Baldet è stato un pioniere francese della fotografia a colori, lavorando in Autochrome Lumière, Kodachrome e Agfacolor prima della seconda guerra mondiale.

## Studi
Nel 1910 si laureò in Scienze fisiche, nel 1926 prese il dottorato con una tesi sulle comete e le righe spettrali del carbonio.

## Carriera
Lavorò a vari titoli presso gli osservatori astronomici di Algeri e Meudon. Si occupò di numerose tematiche: comete, di cui compilò prima una lista e in seguito un catalogo contenente le comete dal 466 a.C. al 1952, il pianeta Marte, le eclissi solari, nove e meteore.

## Opere principali
- (FR) Catalogue Général Des Orbites De Comètes De L'an 466 À 1952. Parigi, CNRS, 1952 (assieme a Giselle de Obaldia)

## Riconoscimenti
- Nel 1927 gli è stato assegnato il Prix des Dames[4].
- Nel 1934 ha ricevuto il premio Camille Flammarion[4].
- Nel 1946 gli è stato assegnato il premio Janssen[4].
- Nel 1962 ha ricevuto la targa del Centenario di Camille Flammarion[5].
- Nel 1963 gli è stata assegnata la Medaglia del Sessantenario della Société astronomique de France[6].

Gli sono stati dedicati un cratere di 55 km di diametro, il Cratere Baldet, sulla Luna e un altro di 181 km di diametro, il Cratere Baldet, sul pianeta Marte.